# Rabigus
Rabigus – rodzaj chrząszczy z rodziny kusakowatych i podrodziny kusaków.
Rodzaj ten został wprowadzony w 1876 roku przez Martiala Étienne’a Mulsanta i Claudiusa Reya.
Chrząszcze o wydłużonym ciele. Głowę mają owalną i wydłużoną. Głaszczki szczękowe cechują się silnie zaostrzonym i krótszym od poprzedniego członem końcowym. Mniej lub więcej wypukłe przedplecze ma po 6 delikatnych punktów w każdym rzędzie grzbietowym.
Przedstawiciele rodzaju występują w krainach: palearktycznej, nearktycznej i orientalnej. W Polsce stwierdzono 2 gatunki (zobacz też: kusakowate Polski)
Należy tu 19 opisanych gatunków:
- Rabigus abauriae (Gridelli, 1924)
- Rabigus alienus (Eppelsheim, 1889)
- Rabigus basipilosus Schubert, 1908
- Rabigus escurialensis (Perez, 1865)
- Rabigus formosus (Motschulsky, 1860)
- Rabigus hindostanus (Schubert, 1911)
- Rabigus jumlensis Coiffait, 1982
- Rabigus karakorus Coiffait, 1981
- Rabigus ladakhensis Coiffait, 1982
- Rabigus laxellus (Casey, 1915)
- Rabigus ocaleoides (J. Sahlberg, 1908)
- Rabigus pamirensis (Sharp, 1878)
- Rabigus princeps (Bernhauer, 1902)
- Rabigus pulloides (Coiffait, 1982)
- Rabigus pullus (Nordmann, 1837)
- Rabigus queinneci Coiffait, 1983
- Rabigus ruficapillus (Reitter, 1887)
- Rabigus syriacus (Gridelli, 1924)
- Rabigus tenuis (Fabricius, 1793)